# Петрівка (Білоцерківський район)
Петрі́вка — село в Україні, у Білоцерківському районі Київської області. Входить до складу Гребінківської селищної громади. Населення становить 18 осіб.
Петрівка виникла у 1920-х роках. На карті 1932 року зазначена як хутір, що мав 58 дворів. 
Населення: 30 осіб (1988), 18 осіб (2001), 14 осіб, 7 дворів (2009).